# Uresiphita ornithopteralis
Espèce
Uresiphita ornithopteralis est une espèce de lépidoptères (papillons) de la famille des Crambidae.
On la trouve en Australie, y compris en Tasmanie et à l'île Norfolk.

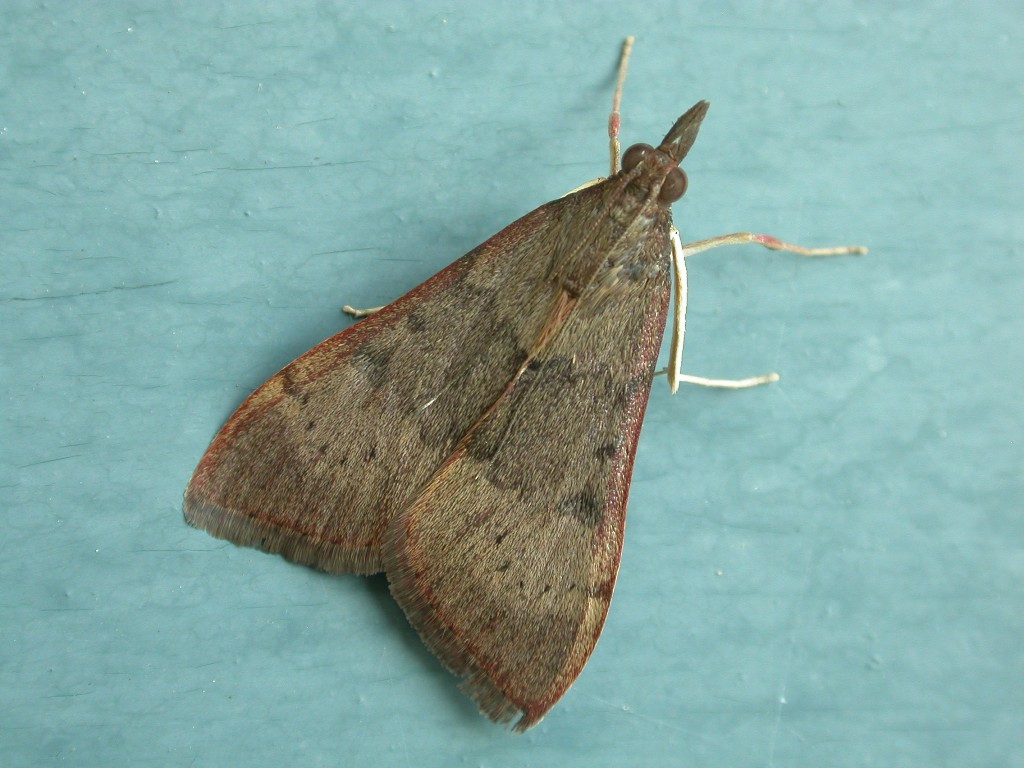
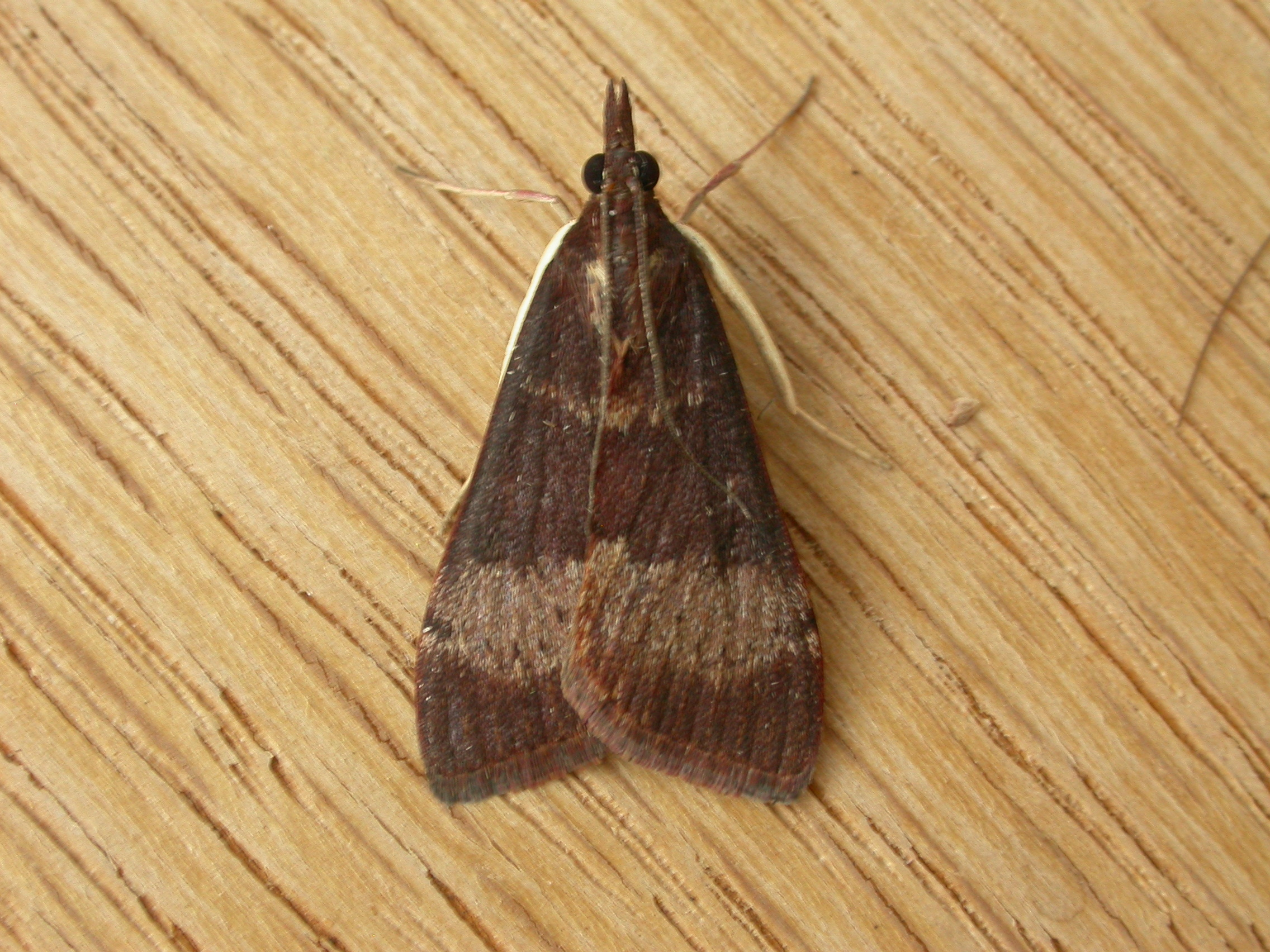
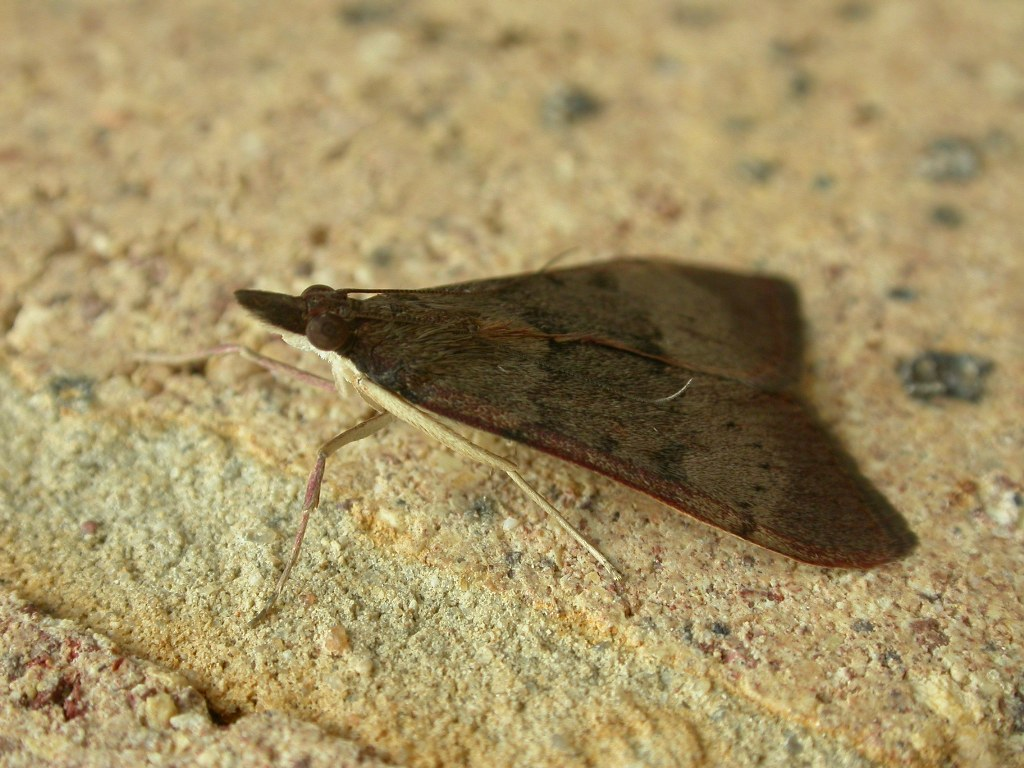